# Colotois rufa
Colotois rufa là một loài bướm đêm trong họ Geometridae.